# Jod
I daglig tale bruges ordet jod også om jodspiritus. Se også børnejod.
Jod (også kaldet iod) (af græsk "io-eides" betydende "viol-farve") er et grundstof med atomnummer 53 i det periodiske system. Symbol I. Jod tilhører 7. hovedgruppe (halogenerne).

## Biologisk betydning
Jod er det tungeste grundstof der er nødvendigt for mennesker og mange andre levende organismer. Stoffet indgår i de vigtige skjoldbruskkirtelhormoner.
Mangel på jod kan føre til lavere stofskifte og er den primære årsag til sygdommene struma  og kretinisme (en særlig form for dværgvækst og reduceret psykisk udvikling). 
Af bekymring for om befolkningen får dækket sit behov for jod, er det i Danmark og mange andre lande påbudt at tilsætte jod til husholdningssalt . Dette begyndte man at gøre i USA så tidligt som 1916, i Schweiz 1922, også i 1920'erne i Sverige og i Danmark pga. konstateret hyppig forekomst af jodmangel. Som eneste land i verden blev jodtilsætningen forbudt igen i Danmark omkring 1980, med et antal indirekte forårsagede dødsfald  og mange unødvendige tilfælde af sygdommen struma som resultat.
I 1996 led omkring 220.000 personer i Danmark af struma, hvoraf et større antal skyldtes jodmangel. Efter kritik fra WHO blev forbuddet ophævet i 1997. I år 2000 blev det obligatorisk at tilsætte jod til salt i Danmark. Center for Forebyggelse af Struma og Stofskiftesygdommes undersøgelse af effekten jodberigelse viser et dramatisk fald i forekomsten af struma i forhold til år 2000; blandt 40-45 årige kvinder er faldet fra 30% til 18 % i 2008, en reduktion på 40% (12 %-point af 30). 
Et tilstrækkeligt indtag af jod er især vigtigt ved radioaktive udslip, da kroppen ellers vil optage radioaktive jodisotoper. Det skal bemærkes, at den mængde jod, der er nødvendig for at begrænse optag af radioaktive jod-isotoper, ligger langt over, hvad der er sundt som daglig dosis.[kilde mangler]